# Benoîte commune
Geum urbanum
Espèce
Classification phylogénétique
La benoîte commune ou benoîte urbaine , également appelée herbe de saint Benoît ou herbe du bon soldat (Geum urbanum), est une espèce de plantes à fleurs de la famille des Rosaceae.
Elle se trouve dans toute la France continentale et en Corse, particulièrement dans les endroits frais tels que les haies, les sous-bois, les ourlets nitrophiles et seulement hygrophiles. On peut la rencontrer également de façon très abondante près des décharges.

## Nomenclature, étymologie
L’espèce a été décrite par Linné en 1753, sous le nom de Geum urbanum dans Species Plantarum 1: 501.
Avant l’introduction du terme Geum en botanique par Linné en 1753, la forme grecque possible de Geum n'a pas été trouvée dans les textes antiques grecs. En revanche, des occurrences de Geum se trouvent dans l’Histoire naturelle (26, 37) de l’encyclopédiste latin Pline (Ier siècle) que Michel Chauvet interprète comme Geum urbanum.
Au Moyen Âge, elle était appelée herba benedicta, « herbe bénite », en référence aux merveilleuses propriétés médicinales qu'on attribuait à la Benoîte commune, puis par assimilation herbe de saint Benoît, un saint à l'origine de l'ordre des Bénédictins, invoqué contre les brûlures et pour faire échec au démon.
Le botaniste pré-linnéen Caspar Bauhin (1560-1624) la nomme Caryophyllata vulgaris dans Pinax theatri botanici (1605, 1621, et surtout 1671). Il indique
« Caryophyllata, ainsi nommée d’après ses racines odorantes, qui, lorsqu’elles sont extraites au printemps, dégagent une odeur aromatique de clou de girofle (caryophyllum en latin). Les gens du peuple, à cause de ses effets reconnus, l’appellent herbe bénite (herba benedicta) ou herbe de saint Benoît (Sanamunda). 
 Certains pensent que c’est le même végétal que celui que Dioscoride décrit au livre 4, chapitre 17 ; d’autres le rapprochent du Geum de Pline (livre 26, chapitre 7), ou encore de l’Argemone dont la racine est aromatique. »  (Pinax theatri botanici, VIII, sect. V)
Michel Chauvet indique prudemment que l’origine du nom Geum est inconnue.
L'épithète spécifique urbanum, « de la ville », vient du latin urbicus, -a, -um,  dérivé de urbs, « ville ». Le botaniste Conrad Gesner indique: « Le premier Geum, que j'appellerai urbanum, abonde près de notre ville dans les haies et les endroits ombragés » (Gesner,1561, Horti Germaniae : 260v).

## Caractéristiques

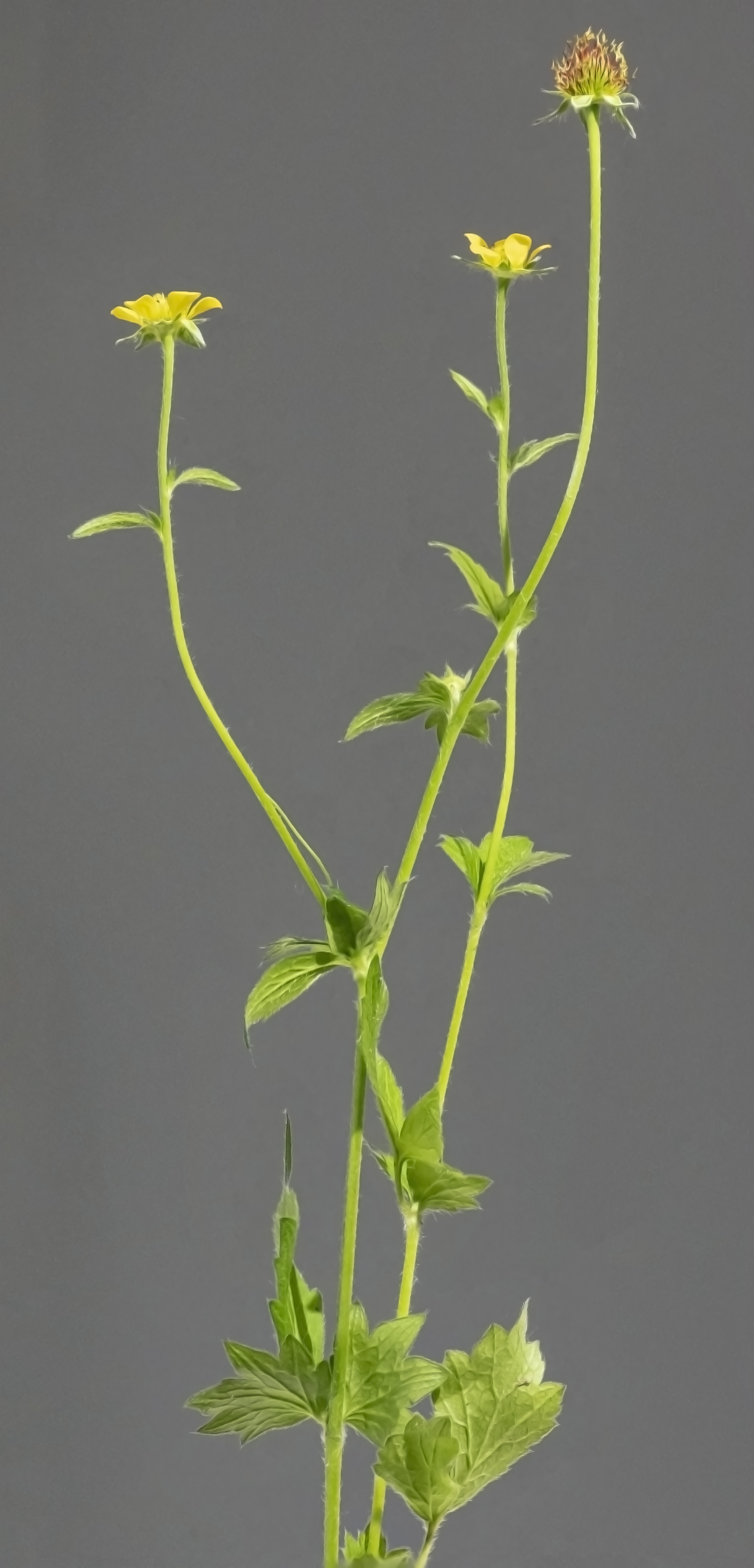
Geum urbanum.

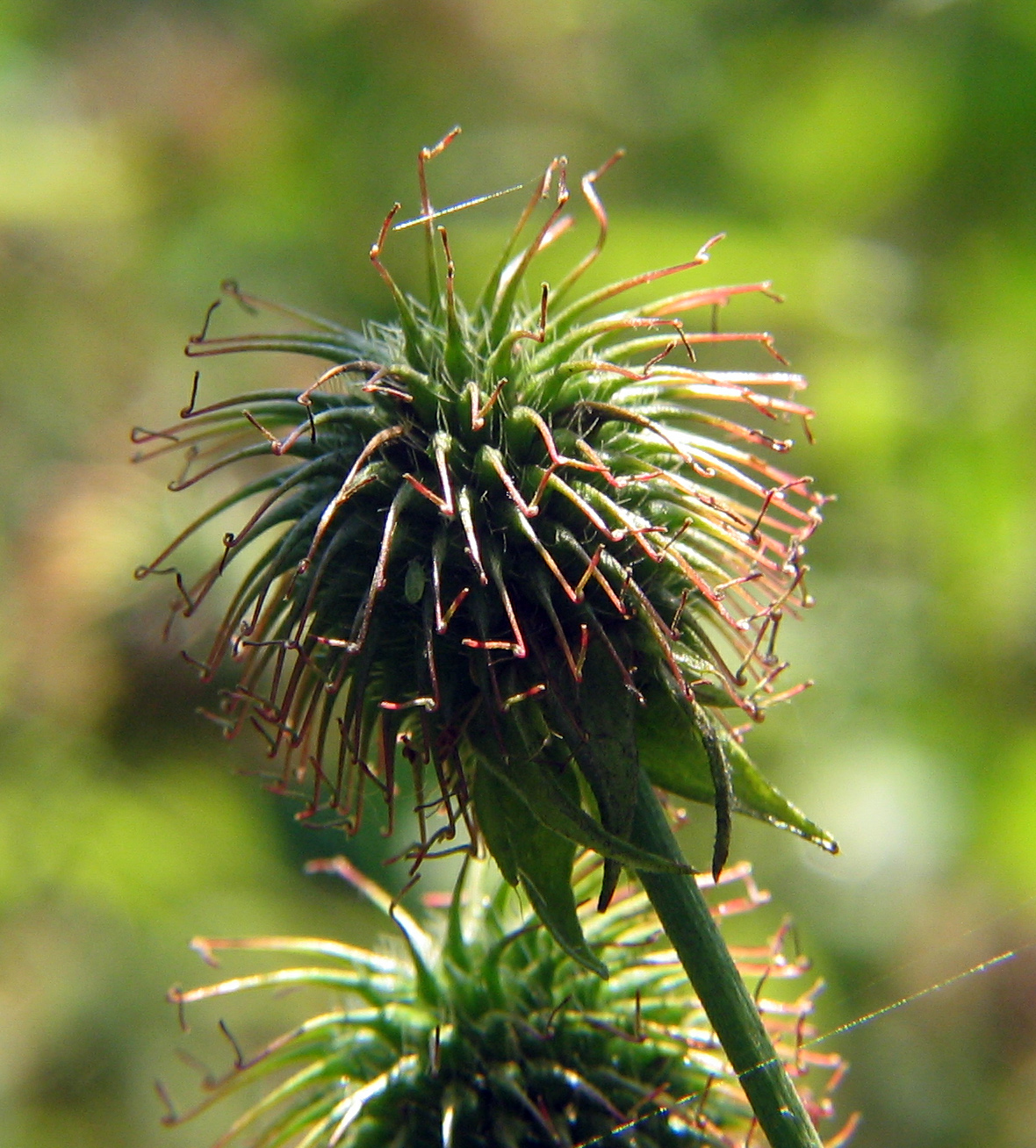
Fruits immatures terminés par un crochet. A maturité, ils peuvent se fixer aux vêtements ou être disséminés par des animaux (zoochorie).

### Appareil végétatif
C'est une plante herbacée vivace de 20 à 60 cm, peu rameuse, à tige grêle couverte de poils rudes, elle possède une souche courte. Les racines froissées dégagent une odeur de clou de girofle, due à la présence d'eugénol, principe actif de giroflier. Ce métabolite secondaire correspond à un rhizodépôt allélochimique aux effets phytotoxiques (inhibition du développement d'autres espèces végétales de la rhizosphère).
Elle est constituée d'une rosette basale formée de feuilles lyrées-pennatiséquées, à 5-7 segments très inégaux, incisés-dentés. Les feuilles caulinaires plus grandes, à stipules foliacées, sont composées de trois folioles suborbiculaires, à nervation pennées.

### Appareil reproducteur
Espèce androdioïque, sa période de floraison va de mars à septembre. L'inflorescence est une cyme unipare hélicoïde pauciflore constituée de petites fleurs jaunes dressées. Le calice vert est réfléchi sous le fruit. La corolle se compose de 5 pétales, obovales en coin, dépassant un peu le calice. Les carpelles ont des styles articulés vers le quart supérieur. La pollinisation est entomogame mais, si elle échoue, peut devenir autogame. Le fruit est un polyakène velu terminé par un style crochu favorisant l'épizoochorie.

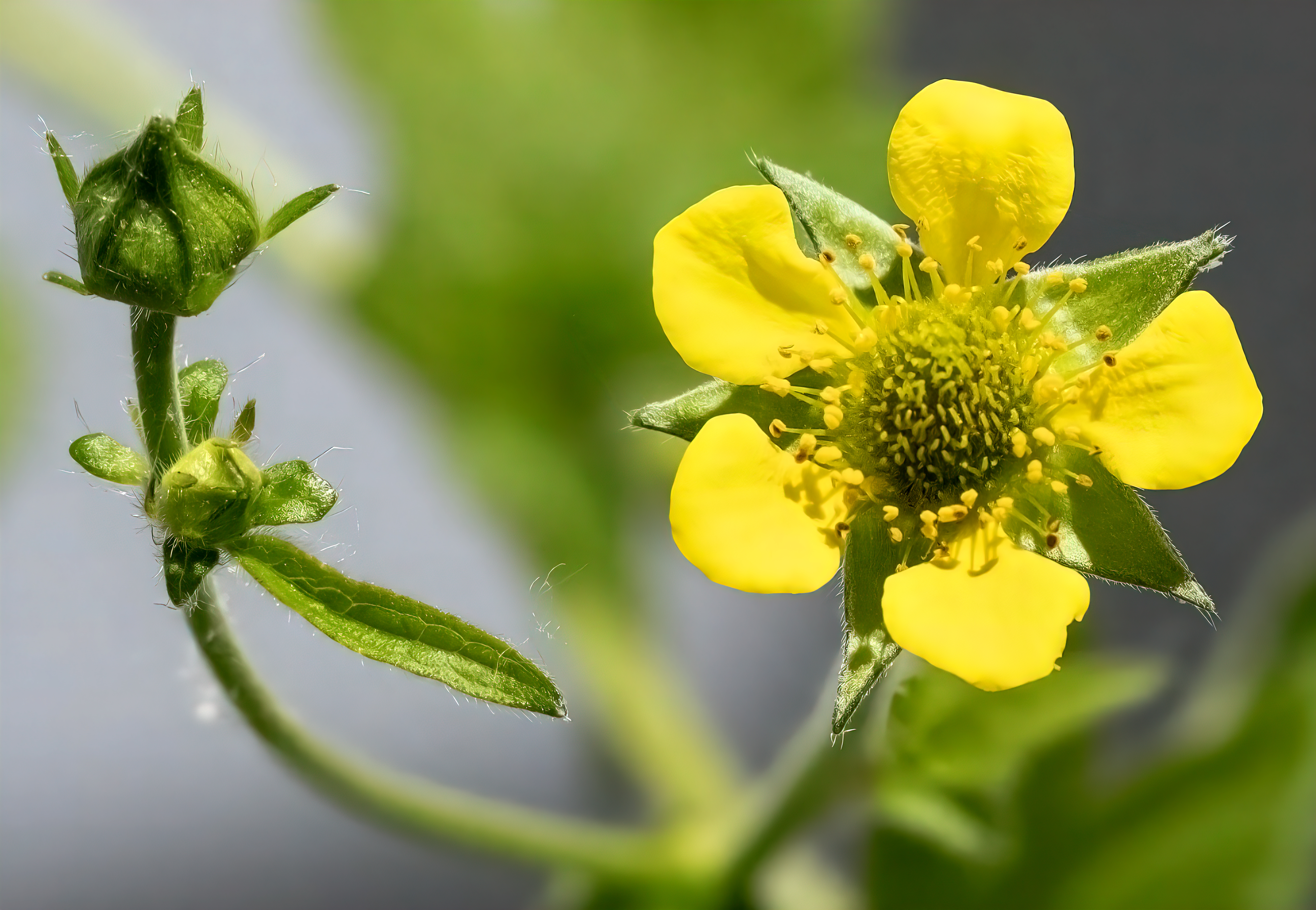
Bouton et fleur.
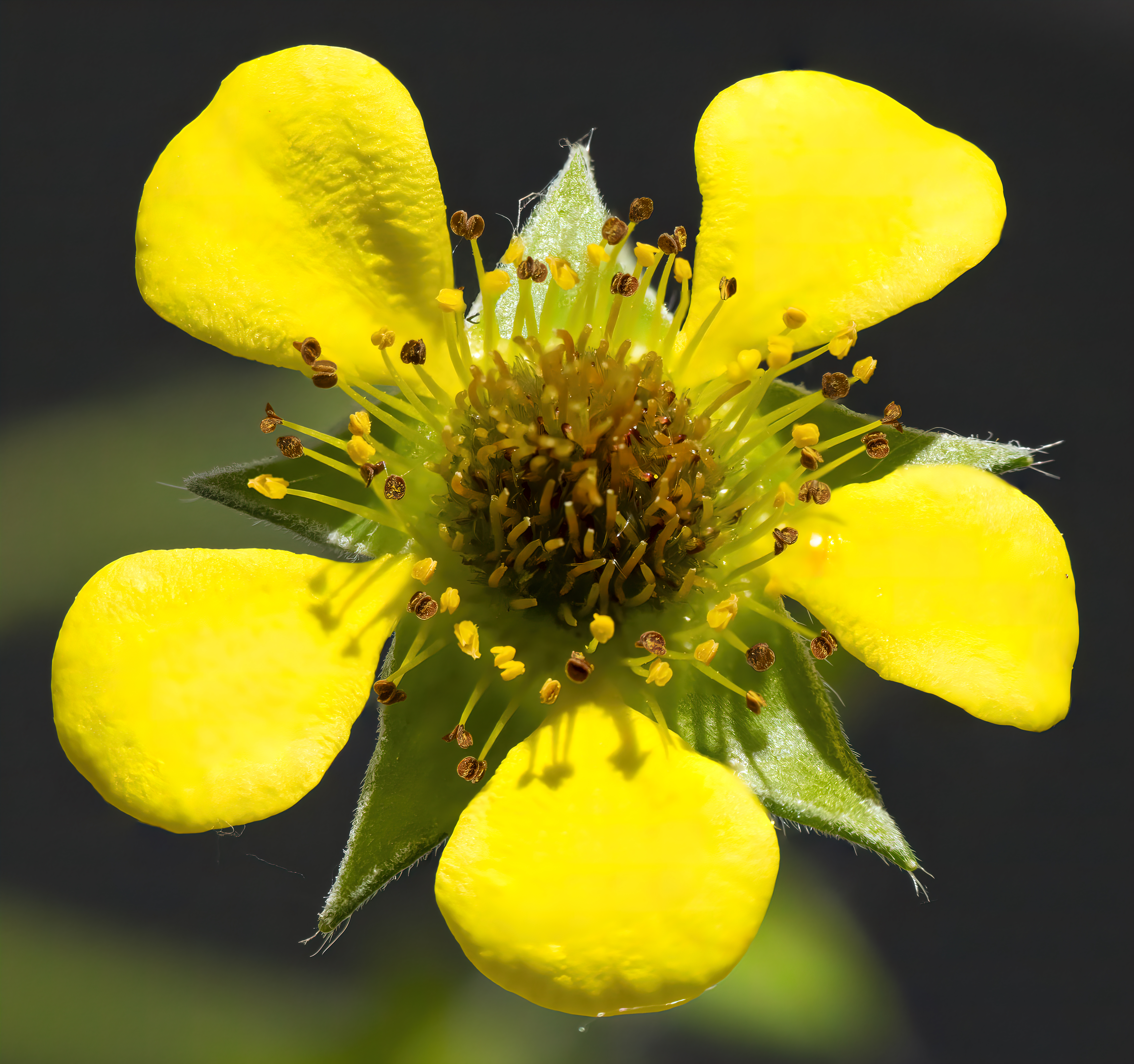
Fleur.
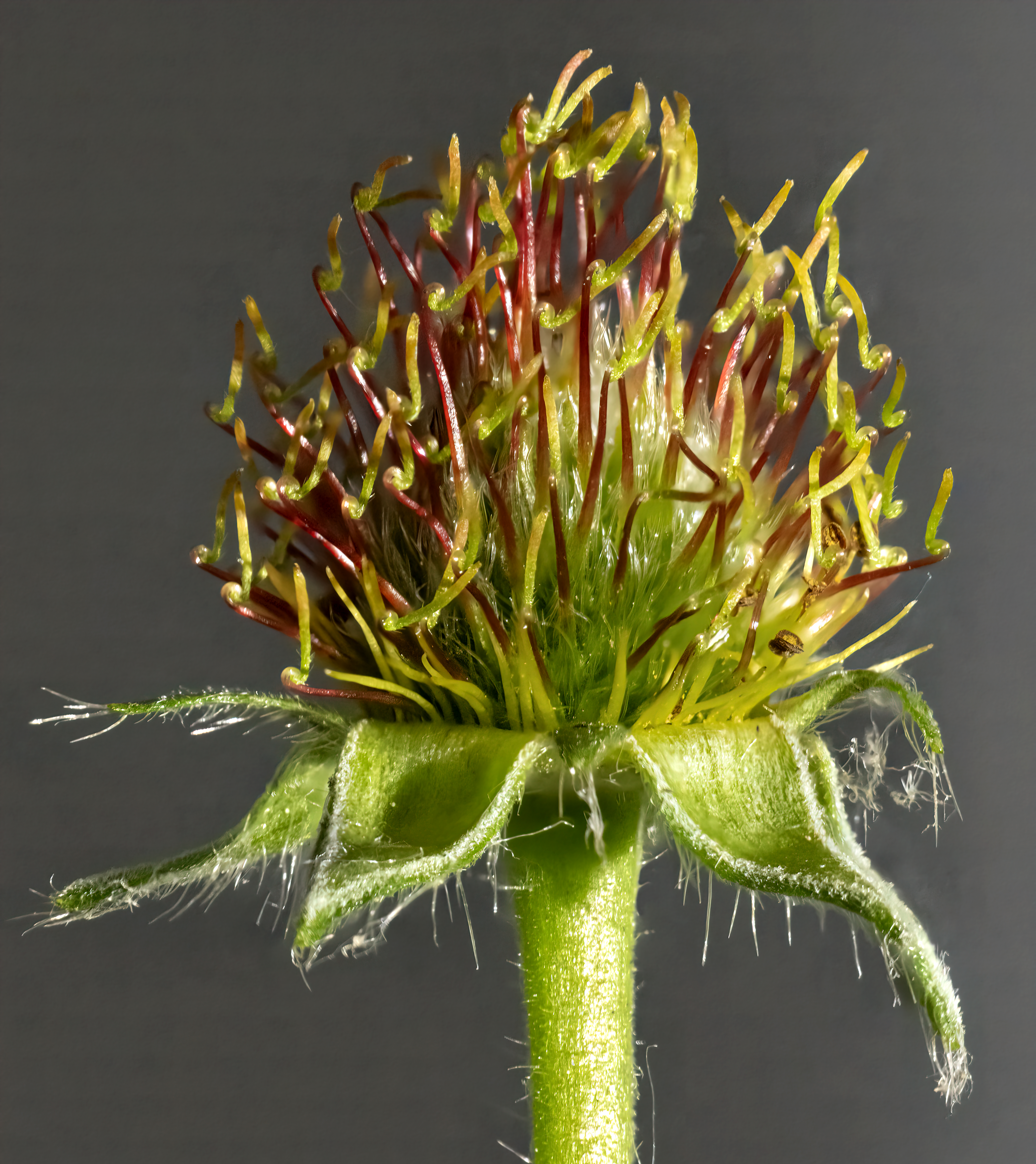
Fruit immature.

## Habitat et répartition
- Habitat type : friches et lisières vivaces médioeuropéennes, eutrophiles, mésohydriques
- Aire de répartition : européenne[8]

## Histoire
Jadis, la benoite commune était considérée comme une plante magique associée à la magie blanche. Au Moyen Âge l'herbe du bon soldat était l'alliée des Soldats du Bon Dieu, ces moines exorcistes qui utilisaient la benoite pour chasser le diable et tous ses suppôts.
L'ancêtre de la bière, la cervoise, n'était pas aromatisée avec le houblon mais avec des rameaux de piment royal ou de rhizomes de Benoîte commune.

## Utilisations alimentaires
Autrefois, on employait la racine desséchée pour remplacer le clou de girofle. Elle était utilisée comme fébrifuge, succédanée du quinquina depuis le XVIIe siècle.
Dans le nord de l'Europe, on l'utilisait pour parfumer la bière, ou le vin par macération avec des zestes d'agrumes.
Les très jeunes feuilles au printemps peuvent être ajoutées aux salades mais elles deviennent rapidement trop riches en tanins et trop astringentes. On peut en faire un vin et utiliser ses racines adventives pour aromatiser des sauces.

## Propriétés médicinales
Ses feuilles et son rhizome sont astringents et vulnéraires du fait de l'huile essentielle et du tanin qu'ils contiennent, d'où ses usages traditionnels comme antihémorragique, antidiarrhéique, fébrifuge, styptique, pour soulager les maux de gorge ou les maux d'estomac.

## Galle surGeum urbanum
Cecidophyes nudus est responsable des galles sur les feuilles de la Benoîte commune.